# Karl von Poellnitz

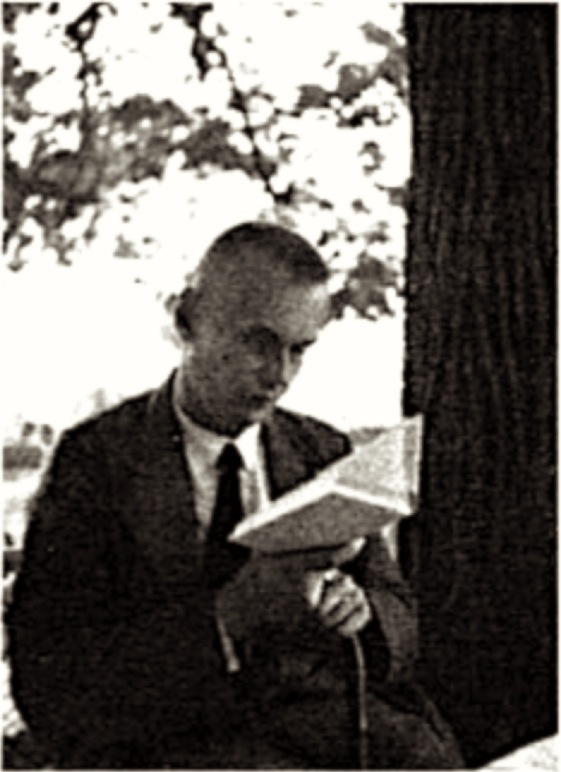
Karl von Poellnitz, 1940

Karl Joseph Leopold Arndt von Poellnitz (* 4. Mai 1896 in Oberlödla in Thüringen; † 15. Februar 1945 in Oberlödla) war ein deutscher Botaniker, Forscher und Agronom. Sein offizielles botanisches Autorenkürzel lautet „Poelln.“

## Leben und Wirken
Karl von Poellnitz wurde als Enkel des Gutsherrn Karl Joseph von Poellnitz sowie Sohn des Rittergutbesitzers und herzoglichen Kammerherrn Arndt von Poellnitz (1859–1921) und seiner Ehefrau Anna von Wüstemann (1864–1928) in Oberlödla geboren. Seinen ersten Schulunterricht vermittelte ihm der Pfarrer des Ortes. Von 1906 bis 1915 besuchte er das Herzogliche Ernst-Real-Gymnasium in Altenburg, wo er das Reifezeugnis erwarb. Anschließend absolvierte er sein Hochschulstudium an der Universität Leipzig. Er studierte dort Naturwissenschaften und Landwirtschaft. Bereits als Student wurde er 1917 Mitglied der durch Professor Karl Moritz Schumann gegründeten Deutschen Kakteen-Gesellschaft. 1918 annoncierte er in der dortigen Fachzeitschrift nach bestimmten Pflanzenarten. Sein Doktorat legte er im Winter 1920/21 ab. Nach Abschluss seiner Universitätsstudien begab er sich zur praktischen Arbeit auf ein mitteldeutsches landwirtschaftliches Gut. Mit seiner Eheschließung am 8. September 1921 widmete er sich jedoch mehr und mehr dem väterlichen Gut in Oberlödla, welches er nach dem Tod des Vaters endgültig übernahm, ebenso damit verbunden die Aufgaben des Kirchenpatronats. Neben der Leitung des Gutes entdeckte er voller Hingabe seine Leidenschaft zu den Blattsukkulenten. Eifrige Literatur- und Herbarstudien und Anknüpfung weitreichender Auslandsbeziehungen stempelten ihn allmählich zum führenden Systematiker und Bearbeiter ganz bestimmter, bisher sehr vernachlässigter Pflanzengattungen. Er wuchs mehr und mehr zum Autor heran. Seine guten Beziehungen zu den Heimatländern der von ihm bevorzugten Sukkulenten kamen ihm dabei zugute. Sein besonderes Arbeits- und Forschungsgebiet galt dabei den Liliaceen im weiteren Sinne, Crassulaceen und Portulacaceen. Durch seine unzähligen Neubeschreibungen, die häufig mit sehr guten Pflanzenbildern versehen waren, regte er die Sammeltätigkeit in den Heimatländern dieser Pflanzenfamilien an. Besonders seine Arbeiten zu den Arten der Gattung Haworthia fielen dabei auf. Der große Haworthia-Bestimmungs-Schlüssel hat in der Wissenschaft viele Unklarheiten beseitigt. Aber auch die Gattungen Adromischus, Anacampseros, Echeveria und Pachyphytum erfuhren manche recht wertvolle Klärung. Eine lebenslange Freundschaft verband ihm hierbei mit Hermann Jacobsen und Kurt Dinter. Karl von Poellnitz war Mitglied in der Gesellschaft deutscher Naturforscher und Ärzte.
Karl von Pöllnitz starb gemeinsam mit seiner Frau Margarete, geborene Lange, Tochter des sächsischen Geheimrats Dr. phil. Ernst Lange, und der einzigen Tochter bei einem amerikanischen Bombenangriff auf seinem Gut am 14. Februar 1945.
Der niederländischen Naturforscher Antonius Josephus Adrianus Uitewaal benannte 1940 nach Karl von Poellnitz die monotypische Gattung Poellnitzia aus der Familie der Grasbaumgewächse (Xanthorrhoeaceae). Weitere Arten wie: Gasteria poellnitziana (Synonym von: Gasteria pulchra), Haworthia poellnitziana (Varietät von: Haworthia minima), Conophytum poellnitzianum (Synonym von: Conophytum pageae) und Anacampseros poellnitziana (Synonym von: Anacampseros filamentosa) wurden ebenfalls nach ihm benannt. Noch 1954 nannte ihn Walther Haage einen bedeutenden Kenner und Autor.

## Schriften (Auswahl)
- Leipzigs Milchversorgung während des Krieges und nach dem Kriege. Jahrbuch der Philosophischen Fakultät Leipzig 1921, S. 1–70.
- Die Portulacaceae Ostafrikas. In: Boletim da Sociedade Broteriana, Coimbra 1940, 22 Seiten.
- Die Anthericum – Arten Deutsch-Ost-Afrikas. In: Boletim da Sociedade Broteriana, Coimbra 1942, 16 Seiten.
- Die Anthericum – Arten Angolas. In: Boletim da Sociedade Broteriana, Coimbra 1943, 37 Seiten.